# 春木大輔
春木 大輔（はるき だいすけ、1997年5月20日 - ）は、日本のモデル、俳優、ボーイズグループNORDのメンバーであった。ソニーミュージック及びCREATIVE OFFICE CUEに所属していた。2017年12月23日のクリスマスライブをもってNORDを卒業。事務所も退所した。

## 略歴
北海道余市町に生まれ、高校生の頃から読者モデルとして活動を始める。その後自らファッション団体「Alleta」（後、FLASH SAPPORO）を立ち上げ、2016年6月まで約2年間、所属した。
2016年に開催されたソニーミュージックと宝島社「smart」によるオーディションにて特別賞を受賞し、モデルデビューした。

## 人物
- 趣味はサッカー[1]。
- 好きな食べ物はザンギ、嫌いな食べ物はトマト。
- 好きな女性のタイプは、フワフワした子。無邪気に笑う子。
- 自身の地元である余市町への思い入れが強く、出演していたオーディション番組、『アオタガイ学園』の中でも余市町の良さを度々PRした。
- NORDメンバーの中で唯一の専門学生であり、東京にある美容学校に通う。
- 姉がいる。
- 小学校時代は卓球、中学校時代はバドミントンを経験。

## 出演

### CM
- カラオケ本舗 まねきねこ

### イベント
- LOOP
  - vol.5（2015年3月30日、Zepp DiverCity Tokyo）
  - vol.6（2015年8月11日、Zepp DiverCity Tokyo）
- FLASH 2nd -絶対に泣きません-（2016年1月5日、TSUTAYA O-EAST）
- FLASH EPOCH
  - vol.1 - vol.2、Sound Lab mole
  - vol.3、DUCE

### 雑誌掲載
- HR（2016年1・2月号）
- WEGO MONTHLY GUIDE 06（2015年6月号）
- 財界さっぽろ（2016年6月号）
- poroco（2016年6月号）
- アルキタ（2016年6月20日・23日発売号）

### その他
- 「北海道限定 新人発掘オーディション アイツ★スター2015」イメージモデル